# Euathlus
Euathlus es un género de arañas migalomorfas de la familia Theraphosidae. Son originarias de Sudamérica.  

## Especies
Según The World Spider Catalog 11.0:
- Euathlus latithorax (Strand, 1908)
- Euathlus pulcherrimaklaasi (Schmidt, 1991)
- Euathlus truculentus L. Koch in Ausserer, 1875
- Euathlus vulpinus (Karsch, 1880)